# Первомайська міська рада (Миколаївська область)
Первома́йська міська́ ра́да — орган місцевого самоврядування в Миколаївській області. Адміністративний центр — місто обласного значення Первомайськ.

## Загальні відомості
- Первомайська міська рада утворена 6 липня 1919 року.
- Територія ради: 25,14 км²
- Населення ради: 64 767 осіб (станом на 1 січня 2020 року)
- Територією ради протікають річки Синюха, Південний Буг.

## Склад ради
Рада складається з 36 депутатів та голови.
- Голова ради: Демченко Олег Михайлович
- Секретар ради: Медведчук Михайло Анатолійович

### Керівний склад попередніх скликань
| ПІБ                                 | Основні відомості                                                       | Дата обрання | Дата звільнення |
| ----------------------------------- | ----------------------------------------------------------------------- | ------------ | --------------- |
| Головчанський Всеволод Ілларіонович | Міський голова                                                          | 1991         | 1996            |
| Сичова Ірина Євгенівна              | Міський голова, 1954 року народження                                    | 1996         | 1998            |
| Гніденко Василь Афіногенович        | Міський голова                                                          | 1998         | 2000            |
| Сичова Ірина Євгенівна              | Міський голова, 1954 року народження                                    | 2000         | 2002            |
| Пшенишнюк Петро Семенович           | Міський голова                                                          | 2002         | 26.03.2006      |
| Сичова Ірина Євгенівна              | Міський голова, 1954 року народження, позапартійна                      | 26.03.2006   | 01.08.2008      |
| Дромашко Людмила Григорівна         | Міський голова, 1955 року народження, освіта вища, член Партії регіонів | 30.11.2008   | 31.10.2010      |
| Дромашко Людмила Григорівна         | Міський голова, 1955 року народження, освіта вища, член Партії регіонів | 31.10.2010   | 11.2020         |
| Демченко Олег Михайлович            | Міський голова, 1962 року народження, освіта середня позапартійний      | 2020         |                 |

Примітка: таблиця складена за даними джерела

### Депутатський корпус VIII скликання
Нині діючими є депутати Первомайської міської ради VIII скликання, обрані у 2020 році шляхом вільного голосування жителів Первомайської міської громади, які мають право голосу.
Загальна кількість депутатів міської ради VIII скликання становить 38 осіб, обраних по багатомандатному виборчому округу.

### За суб'єктами висування
| Суб'єкт висування                      | Кількість обраних депутатів | %     |
| -------------------------------------- | --------------------------- | ----- |
| «Опозиційна платформа — За життя»      | 7                           | 18,71 |
| «Європейська Солідарність»             | 7                           | 18,50 |
| «Слуга народу»                         | 6                           | 16,58 |
| Всеукраїнське об'єднання «Батьківщина» | 4                           | 10,36 |
| «Опозиційний блок»                     | 4                           | 9,42  |
| «Українська стратегія Гройсмана»       | 4                           | 8,42  |
| «За майбутнє»                          | 3                           | 5,85  |
| «Наш край»                             | 3                           | 5,65  |

### Постійні комісії міської ради
1. З питань законності, самоврядування, депутатської діяльності, регламенту, зв'язків ради та засобів масової інформації.
2. З питань економічної політики, розвитку підприємництва, транспорту, зв'язку, сфери послуг та захисту прав споживачів.
3. З питань планування, бюджету, фінансів, приватизації та комунальної власності.
4. З питань житлово — комунального господарства, благоустрою, інженерної інфраструктури міста та охорони навколишнього середовища.
5. З питань духовності, освіти, науки, культури, молодіжної політики та спорту.
6. З питань соціального захисту населення, охорони здоров'я, материнства та дитинства.
7. З питань містобудування, архітектури та земельних відносин .

## Виконавчий комітет

### Історія
6 липня 1919 року на спільному засіданні виконкомів Рад трьох поселень (Ольвіополь, Богопіль, Голта) у присутності Всеукраїнського старости Г. І. Петровського було прийнято резолюцію про утворення єдиного Первомайського виконкому.
Першим головою Первомайського міськвиконкому обрано Й. Г. Кальницького.
День 6 липня 1919 року вважається днем народження Первомайського міськвиконкому.

### Склад виконавчого комітету VIII скликання
1. Демченко Олег Михайлович — міський голова.
2. Медведчук Михайло Анатолійович — секретар міської ради.
3. Малішевський Дмитро Петрович — перший заступник міського голови, член виконкому.
4. Рябченко Володимир Миколайович — заступник міського голови, член виконкому.
5. Данильченко Тетяна Миколаївна — керуюча справами виконавчого комітету міської ради, член виконкому.
6. Бадера Олександр Володимирович  — староста Грушівського старостинського округу Первомайської територіальної громади, член виконкому.
7. Бренгач Олександр Олександрович — староста Кам'янобалківського старостинського округу Первомайської територіальної громади, член виконкому.
8. Бичков Анатолій Степанович — начальник Первомайського районного територіального центру комплектування та соціальної підтримки.
9. Бажан Олександр Володимирович — генеральний директор ПрАТ «Первомайський МКК».
10. Лисий Олександр Григорович — начальник управління житлово-комунального господарства міської ради.
11. Сургай Сергій Володимирович — командир військової частини А2183.
12. Бондарчук Сергій Олександрович — начальник відділу взаємодії з органами місцевого самоврядування Первомайської районної державної адміністрації.
13. Михайлюк Володимир Валентинович — інженер управління культури, національностей, релігій, молоді та спорту Первомайської міської ради.
14. Конуп Олег Іванович — фізична особа-підприємець.
15. Антонюк Олександр Семенович — заступник командира та начальника штабу добровольчого угруповання № 1 Первомайської територіальної громади.